# Галф Стрим (Флорида)
Галф Стрим (енгл. Gulf Stream) град је у америчкој савезној држави Флорида. По попису становништва из 2010. у њему је живело 786 становника.

## Демографија
Према попису становништва из 2010. у граду је живело 786 становника, што је 70 (9,8%) становника више него 2000. године.
| Група             | 2000.       | 2010.       |
| Белци             | 667 (93,2%) | 740 (94,1%) |
| Афроамериканци    | 7 (1,0%)    | 2 (0,3%)    |
| Азијати           | 10 (1,4%)   | 5 (0,6%)    |
| Хиспаноамериканци | 21 (2,9%)   | 34 (4,3%)   |
| Укупно            | 716         | 786         |